# 白南雲
白 南雲（日本語読み；はく なんうん、朝鮮語読み；ペク・ナムン、1894年2月11日 - 1979年6月12日）は、日本統治時代の朝鮮・連合軍軍政期の南朝鮮・朝鮮民主主義人民共和国（北朝鮮）の経済学者、政治家。学者としての専門は朝鮮社会経済史。
韓国のマルクス主義歴史学の創始者として知られ、京城帝国大学教授、ソウル大学校教授等を務めたのちに北朝鮮に渡り、朝鮮民主主義人民共和国初代教育相、最高人民会議議長、祖国統一民主主義戦線議長等を歴任した。論文「金日成同志の英雄的偉業」により金日成勲章受章。

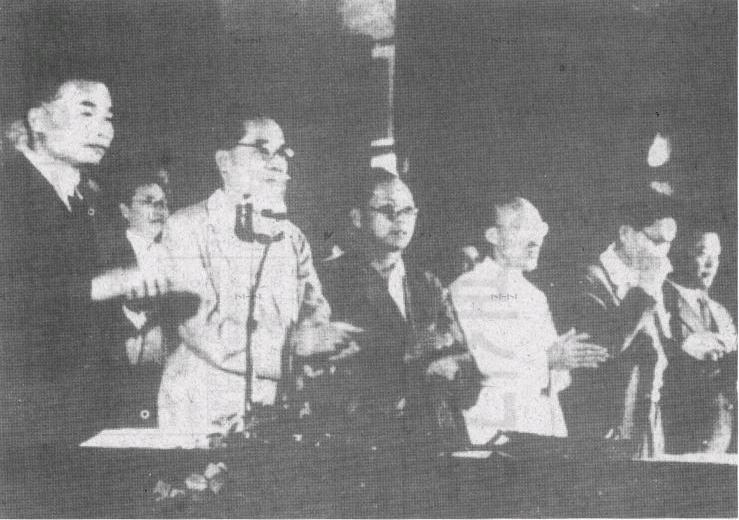
黄海道の人民代表大会にて(1950年)
左端が白南雲、その右に許憲・朴憲永・洪命熹

## 人物
全羅北道高敞郡の貧しい家で生まれ育つ。本貫は水原白氏。1911年に結婚。同年朝鮮総督府附属水原農林学校（現ソウル大学校農業生命科学大学）に入学して農業政策を学び、1915年に卒業。江華公立普通学校教員を経て、1918年から東京に留学、1919年3月東京高等商業学校に合格し入学。1925年東京商科大学（現一橋大学）を卒業。大学では高田保馬に師事。留学中に当時の日本の知識人層に広がっていたマルクス主義の影響を受ける。大学同期に経済学者の杉本栄一らがいる。
大学を卒業した1925年から1938年まで延禧専門学校（現延世大学校）商科教授を務め朝鮮社会経済史の研究を行った。崔南善、申采浩や福田徳三、猪谷善一の歴史観を批判し、1933年に原始古代朝鮮の社会経済史的研究である『朝鮮社会経済史』を出版。1937年には高麗時代を扱った続編の『朝鮮封建社会経済史』を出版するも、1938年から1940年にまで社会主義活動を理由に大日本帝国により収監。
日本に収監されたため大学を辞職し信用金庫に務めていたが、日本の降伏後、1945年9月に朝鮮学術院を組織し院長に就任。同時に京城帝国大学（現ソウル大学校）について、在朝鮮アメリカ陸軍司令部軍政庁との交渉により学部の独立や教授会自治の確立を得て、民族的な大学へ改変させることに尽力。1945年12月に京城帝国大学法文学部財政学教授に就任。翌1946年改名された京城大学法文学部財政学教授を経て、統合されたソウル大学校教授を務めた。
大学で教鞭を執る一方、民主主義民族戦線議長や独立新報顧問を務めるなど政治活動も行い、1946年2月に朝鮮独立同盟（のちの新民党の前身の1つ）の京城特別委員会委員長に就任、同年6月南朝鮮新民党中央委員会委員長、1947年には呂運亨とともに勤労人民党（のちの南朝鮮労働党の前身の1つ）を設立し副委員長を務め、呂の死後には同党を率いた。
初代総選挙を批判し、1948年4月に平壌で開催された、全朝鮮政党社会団体代表者連席会議で金日成、朴憲永に続き演説を行い、3日目には司会者を務めた。会議後も平壌に引き続き残り、数十人の韓国の学者を越北させ金洸鎮に紹介。金日成総合大学の設立に貢献した。
朝鮮民主主義人民共和国の成立にともない、1948年8月に最高人民会議代議員に、同年9月には初代の教育大臣に就任した。1952年からは朝鮮社会科学院院長を兼務。その後も南朝鮮労働党出身者の多くが粛清・処刑されていくなか生き残り、1961年から最高人民会議常任委員会副委員長、1969年から最高人民会議議長、1974年から祖国統一民主主義戦線議長を務めるなど要職を歴任し、祖国統一民主主義戦線議長在任中の1979年に死去した。享年86。

## 子孫
2011年9月13日、日本の石川県輪島市沖合で脱北者が乗った小型木船を日本の漁師が発見。通報を受けた海上保安庁第9管区海上保安本部が確認、海上保安庁法に基づく海難救助としてひだ型巡視船ひだで保護し、つがる型巡視船えちごに乗り換え、長崎県の法務省大村入国管理センターに移送した。入国審査官の審査を経て、平岡秀夫法務大臣により一時庇護のための上陸許可を得て、福岡空港から仁川国際空港を通って韓国に亡命した。
脱北者リーダーの40代男性は白南雲の孫を名乗り、父親（白南雲の娘の配偶者）は、朝鮮労働党の中間幹部で対南工作機関に所属していたが、やがて粛清により地方に飛ばされたことを供述したという。男性自身も、中間幹部で、朝鮮人民軍に所属し咸鏡北道漁郎郡漁大津でミズダコ・イカ漁に従事していたという。

## 日本語の著作

### 著書
- 『經濟學全集. 第61巻：朝鮮社會經濟史』改造社、1933年
- 『朝鮮社會經濟史. 第2巻：朝鮮封建社會經濟史. 上 高麗の部』改造社、1937年

### 論文
- 「1946-55年度の朝鮮民主主義人民共和国の人民経済および文化発展」（鄭雨沢訳)、朝鮮事情研究会編『朝鮮の経済』 東洋経済新報社、1956年
- 「今日の朝鮮と明日の朝鮮」『前衛』 (通号 203) 1962年11月